# 980號州際公路
980號州際公路（英語：Interstate 980，簡稱I-980）是一條80号州际公路的輔助線，全線位於舊金山灣區奧克蘭市區，連接580號州際公路、24號加州州道和880號州際公路，全長2.02英里（3.25公里）。I-980經過奧克蘭會議中心和傑克倫敦廣場，一般做為奧克蘭市區和西奧克蘭的分界。
980號州際公路是加州高速及快速公路系統的一部份。

## 公路沿革
980號州際公路全線為東北西南走向，為格羅夫－夏夫特高速公路（Grove Shafter Freeway）的一部份，I-580以東的格羅夫－夏夫特高速公路即為24號加州州道。I-980的方向標記使用東西向（與24號加州州道同）。在1989年舊金山大地震時，I-880在I-980和I-80之間的高架橋被震垮，其後十年，I-980是來往I-880和I-80最重要的高速公路。
I-980早在1947年即被納入加州公路系統，編號為226，1959年編入加州高速及快速公路系統。1964年重編號後，公路成為24號加州州道的一部份。聯邦公路管理局在1976年1月批准將這段公路納入州際公路系統，聯邦經費則用於升級以西的路段。1981年，編號確定為980。
直到目前，即使公路已升級到州際公路的水準，I-980東向的路旁標誌仍為24號加州州道。
980號州際公路在1960年代即開始修築，但至1985年才告竣工，開放通車後，沿線原有的平面道路則繼續使用24號加州州道的編號。

## 出口列表
注意：哩程數前方若無字母，表示1964年的量測值，由於路線有稍做更動，哩程可能不準確。
980號州際公路全線位於阿拉米達縣奧克蘭。
| 哩程       | 出口編號 | 目的地或服務地區                                        | 備註                           |
| ---------- | -------- | ------------------------------------------------------- | ------------------------------ |
| 0.09       | 1A       | 880號州際公路南向（尼米茲高速公路），往聖荷西           | 僅設西向出口和東向入口         |
| 0.09       | 1B       | Jackson Street                                          | 僅設西向出口和東向入口         |
| 0.54- 0.60 | 1C       | 11th Street, 12th Street                                | 東向為1A出口                   |
| 0.70       |          | 14th Street                                             | 東向使用1A出口，西向使用1D出口 |
| 0.86- 0.90 | 1D       | 17th Street, 18th Street, San Pablo Avenue              | 東向為1D出口                   |
| 1.33       |          | 27th Street, West Grand Avenue                          | 僅設西向出口和東向入口         |
| 2.04       | 2A       | 580號州際公路（麥克阿瑟高速公路），往舊金山／海沃德     | 僅設東向出口和西向入口         |
| 2.04       | 2B       | 24號加州州道（格羅夫─夏夫特高速公路），往柏克萊／核桃溪 | 僅設東向出口和西向入口         |